# Người bản địa México

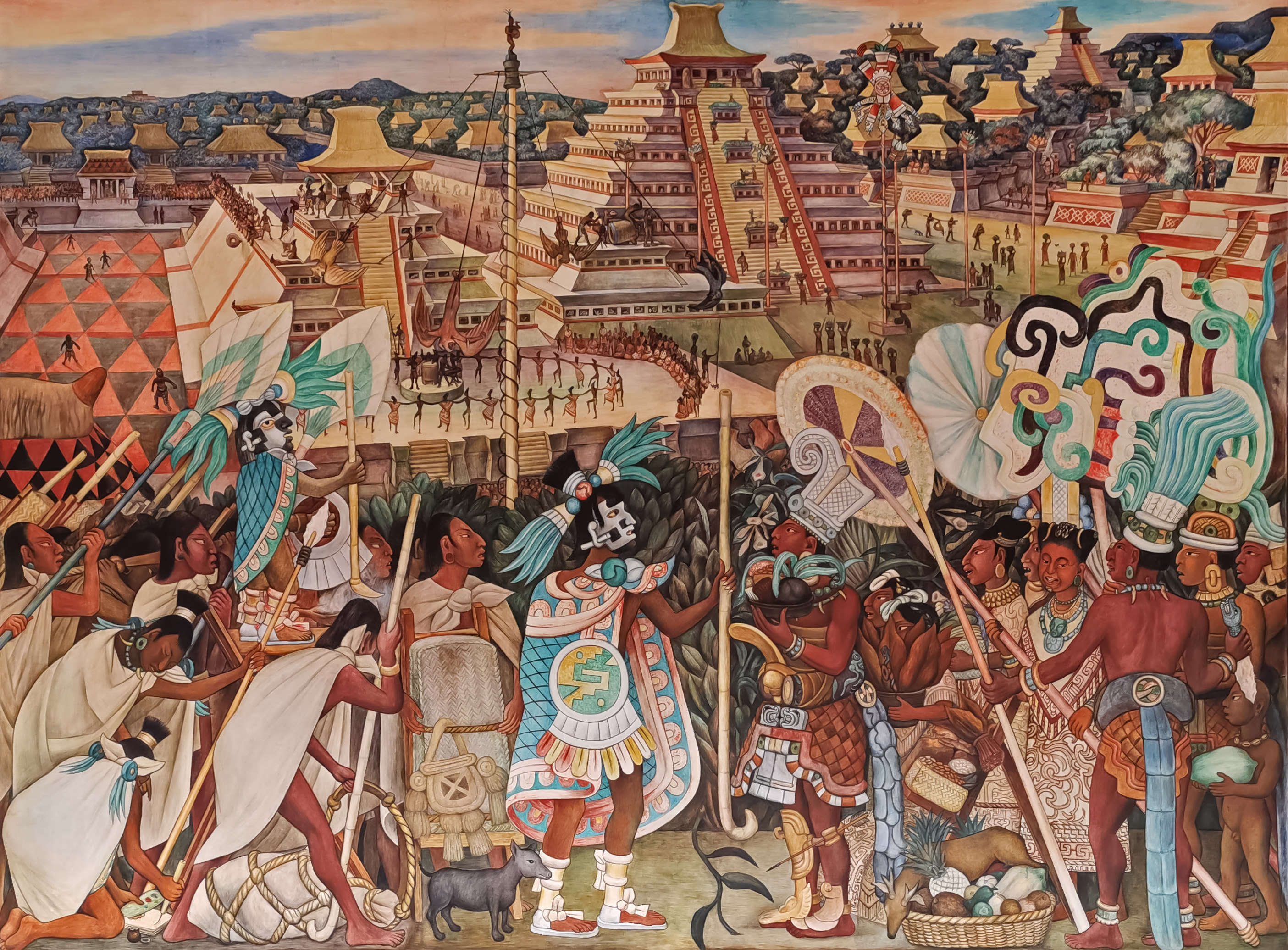
Tranh vẽ về người da đỏ bản địa ở Mexico

Người bản địa Mexico hay còn gọi là người Mễ bản địa (Nativos mexicanos) hay người Mễ da đỏ là những người gốc bản địa vốn là một phần của các cộng đồng có nguồn gốc từ các nhóm và cộng đồng tồn tại ở Mexico ngày nay trước khi người Tây Ban Nha đến. Số lượng người Mexico bản địa được xác định thông qua điều hai của Hiến pháp Mexico. Điều tra dân số Mexico không phân loại các cá nhân theo chủng tộc, sử dụng văn hóa-dân tộc của các cộng đồng bản địa bảo tồn ngôn ngữ, truyền thống, tín ngưỡng và văn hóa bản địa của họ. Cụm từ "Người bản địa" thường được ưu tiên sử dụng ở Mexico để chỉ các nhóm dân tộc người da đỏ bản địa ở Bắc Mỹ (Amerindian).
Theo Viện Bản địa Quốc gia (INI) và Viện Người bản địa Quốc gia (CDI), vào năm 2012, dân số bản địa ở Mexico là khoảng 15 triệu người, được chia thành 68 nhóm sắc tộc Tổng điều tra dân số năm 2020 của Población y Vivienda đã báo cáo có 11,8 triệu người sống trong các hộ gia đình có người nói ngôn ngữ bản địa và 23.232.391 người tự nhận mình là người bản địa. Số lượng người bản địa phân bố trên khắp lãnh thổ Mexico nhưng đặc biệt tập trung ở Sierra Madre del Sur, Bán đảo Yucatán, Sierra Madre Oriental, Sierra Madre Occidental và các khu vực lân cận. Các bang có dân số người bản địa lớn nhất là Oaxaca và Yucatán, bang Yucatán có tỷ lệ dân số người bản địa cao nhất trên lãnh thổ của mình. Kể từ thời thuộc địa của Tây Ban Nha, các vùng Bắc và Bajio của Mexico có tỷ lệ người bản địa thấp hơn, nhưng một số nhóm đáng chú ý bao gồm Rarámuri, Tepehuán, Yaquis và Yoreme.
Vào thời điểm người Tây Ban Nha đến miền trung Mexico, nhiều dân tộc ở Trung Mỹ (ngoại trừ người Tlaxcaltec và Vương quốc Purépecha của người Michoacán) đã thiết lập một liên minh lỏng lẻo dưới Đế chế Aztec, nền văn minh Nahua cuối cùng phát triển ở miền Trung Mexico. Thủ đô của đế chế này là Tenochtitlan đã trở thành một trong những trung tâm đô thị lớn nhất thế giới, với dân số ước tính khoảng 350.000 người. Trong cuộc chinh phục Đế chế Aztec, người Tây Ban Nha (những kẻ chinh phục conquistador) đã liên minh với các nhóm bộ tộc khác trong khu vực, bao gồm cả Tlaxcaltec. Chiến lược này của người Tây Ban Nha đã thành công do sự bất mãn với luật lệ của người Aztec buộc những người bộ tộc phải cống nạp và sử dụng những người bị chinh phục để hiến tế theo nghi lễ. Trong những thập kỷ tiếp theo, người Tây Ban Nha củng cố quyền cai trị của họ ở nơi trở thành phó vương quốc của Tân Tây Ban Nha. Các cộng đồng bản địa được hợp nhất thành các cộng đồng dưới sự cai trị của Tây Ban Nha. Trong lịch sử đã xuất hiện một đợt suy giảm nhanh chóng về dân số người da đỏ bản địa, chủ yếu là do sự lây lan của các dịch bệnh có nguồn gốc từ châu Âu mà người da đỏ trước đây chưa từng được biết đến, đồng thời còn do chiến tranh và lao động cưỡng bức. Đại dịch tàn phá dữ dội nhưng các cộng đồng bản địa đã từng bước phục hồi với số lượng ít ỏi hơn.

## Chú thích

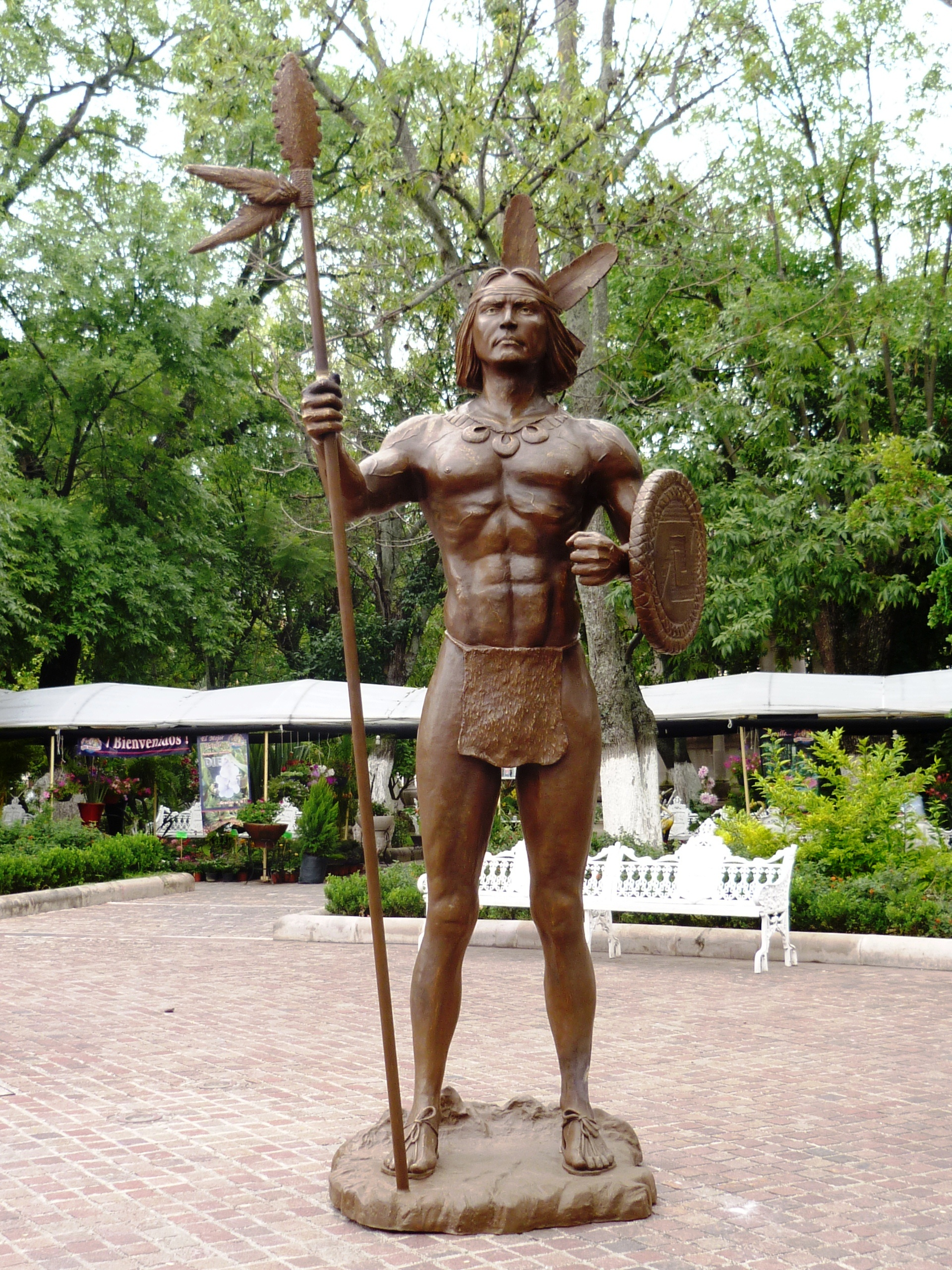
Tượng đồng vị thủ lĩnh Francisco Tenamaxtle